# Djurgårdens IF Fotboll 1967
Djurgårdens IF Fotboll, spelade 1967 i Allsvenskan. Denna säsong kom man på en 2:a plats, efter Malmö FF.
Med ett hemmapubliksnitt på 9728 blev Kay Wiestål lagets bäste målskytt med 9 mål.
Var även första säsongen Djurgården vann borta på Idrottsparken i Norrköping mot IFK Norrköping, man vann med 1-0 och mål (Kay Wuestål).